# ۸۶۰ (خورشیدی)
۸۶۰ هشتصد و شصتمین سال هجری خورشیدی است.